# Farmitalia
Farmitalia était une entreprise pharmaceutique italienne. 

## Historique
L'histoire de l'entreprise commence avec la construction de l'usine de dérivés chimiques de Schiapparelli en 1907, l'entreprise Schiapparelli ayant été fondée en 1824 par Giovanni Battista Schiapparelli.
Fondée en 1935 avec la création d'une coentreprise paritaire entre Montecatini et Rhône-Poulenc, Farmitalia occupa une position de choix dans le palmarès mondial de la profession, non seulement en Italie, mais aussi au niveau mondial avec notamment le brevet de l'Adriamycine, un médicament anti-cancéreux qualifié de très efficace.[non neutre] Dès sa création, Farmaceutici Italia rachète l'usine de Schiapparelli.
En 1979, devenue propriété du seul groupe Montedison, elle est cédée au groupe pharmaceutique italien Carlo Erba, l'un des grands du secteur, qui donnera naissance à Erbamont-Farmitalia.
En 1993, elle est vendue au groupe suédois Pharmacia. Pharmacia a été rachetée par Pfizer en 2003.